# Главная улица (Москва)
Гла́вная у́лица — улица в Восточном районе Восточного административного округа Москвы. Идёт параллельно Щёлковскому шоссе.

## История
Главная улица возникла на территории посёлка Восточного, который создавался для обслуживания Восточной водопроводной станции и Акуловского гидротехнического узла. Жилые дома начальной части Главной улицы (дома 1-6) — часть ансамбля Восточной водопроводной станции, выявленный объект культурного наследия.
Улица получила своё название 17 января 1958 года.

## Магистрали
Главная улица граничит со следующими улицами:
- Западная улица
- Восточная улица[5]

## Социально значимые объекты
Рядом с Главной улицей находятся:
- Храм Святого Великомученика Дмитрия Солунского
- Управление Восточной водопроводной станции[5]

## Транспорт
Ближайшая станция метро —  Щёлковская.
- Автобусы:
  - Остановка «Храм» (на Щёлковском шоссе): 10, 102к, 300, 338, 384, 395, 396, 396к, 447, 447к, 506к, 716, 889, 1013, 1222к
  - Остановки «Посёлок Восточный»: 716, 1133[6]